# Phygadeuon ruficornis
Phygadeuon ruficornis är en stekelart som först beskrevs av Johann Ludwig Christian Gravenhorst 1829.  Phygadeuon ruficornis ingår i släktet Phygadeuon och familjen brokparasitsteklar. Inga underarter finns listade i Catalogue of Life.